# N6946-BH1

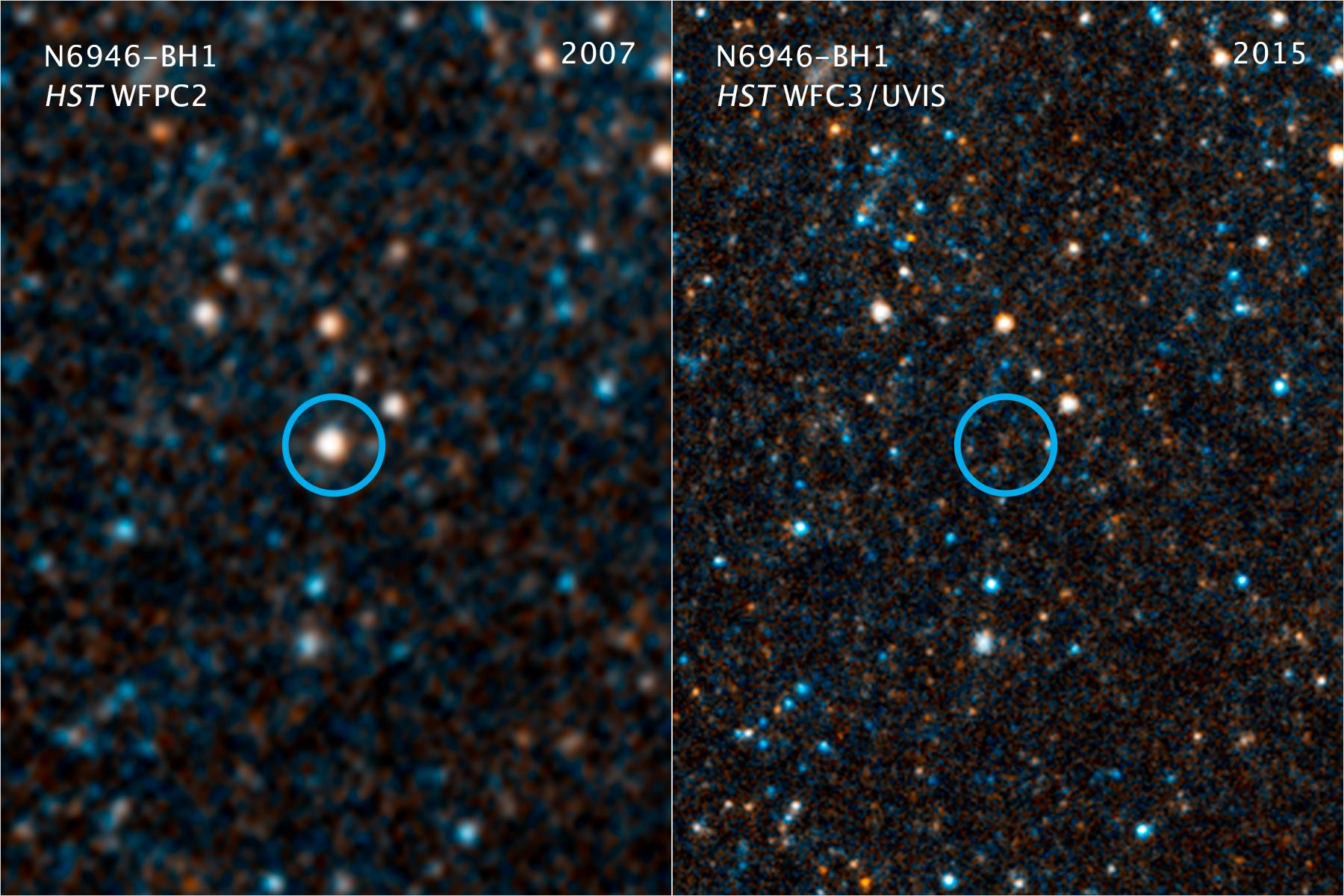
L'étoile N6946-BH1 avant et après sa disparition du ciel, sans doute par effondrement en un trou noir.
Les photographies, prises en 2007 et 2015 par le télescope spatial Hubble, couvrent le visible et le proche infrarouge.

N6946-BH1 est (était) une étoile géante (d'environ 25 masses solaires) située à 22 millions d'années-lumière, dans la galaxie spirale NGC 6946.
En 2009 cette étoile a vu sa luminosité croître jusqu'à plus d'un million de luminosités solaires pendant plusieurs mois, puis elle a disparu des images de Hubble sans produire de supernova. Une faible émission de lumière infrarouge a cependant été détectée en provenance de sa position dans le ciel.
Ces faits sont interprétés comme dus à l'effondrement de l'étoile en un trou noir, et l'émission infrarouge comme celle d'un disque d'accrétion de matière résiduelle spiralant vers le trou noir. L'absence d'un stade de supernova pourrait être la norme pour les étoiles les plus massives.